# Xã Colfax, Quận Page, Iowa
Xã Colfax (tiếng Anh: Colfax Township) là một xã thuộc quận Page, tiểu bang Iowa, Hoa Kỳ. Năm 2010, dân số của xã này là 187 người.